# Cerithidea rhizophorarum
Cerithidea rhizophorarum is een slakkensoort uit de familie van de Potamididae. De wetenschappelijke naam van de soort is voor het eerst geldig gepubliceerd in 1855 door A. Adams.